# Charles Wagner
Charles Wagner (Vibersviller, 1852 – 1918) è stato un teologo francese.
Pastore protestante di Parigi, vi fondò importanti centri di vita religiosa. Tra le sue opere teologiche si citano Giustizia (1889), Giovinezza (1892) e La vita semplice (1895).